# Хенри Мозли
Хенри Гвин Џефриз Мозли (енгл. Henry Gwyn Jeffreys Moseley; 23. новембар 1887 — 10. август 1915) је био енглески физичар. За његов главни допринос науци се сматра појашњење појма атомског броја.